# Camptocladius squamosus
Camptocladius squamosus är en tvåvingeart som först beskrevs av Jean-Jacques Kieffer 1924.  Camptocladius squamosus ingår i släktet Camptocladius och familjen fjädermyggor.
Artens utbredningsområde är Sverige. Inga underarter finns listade i Catalogue of Life.